# Regiões da Europa

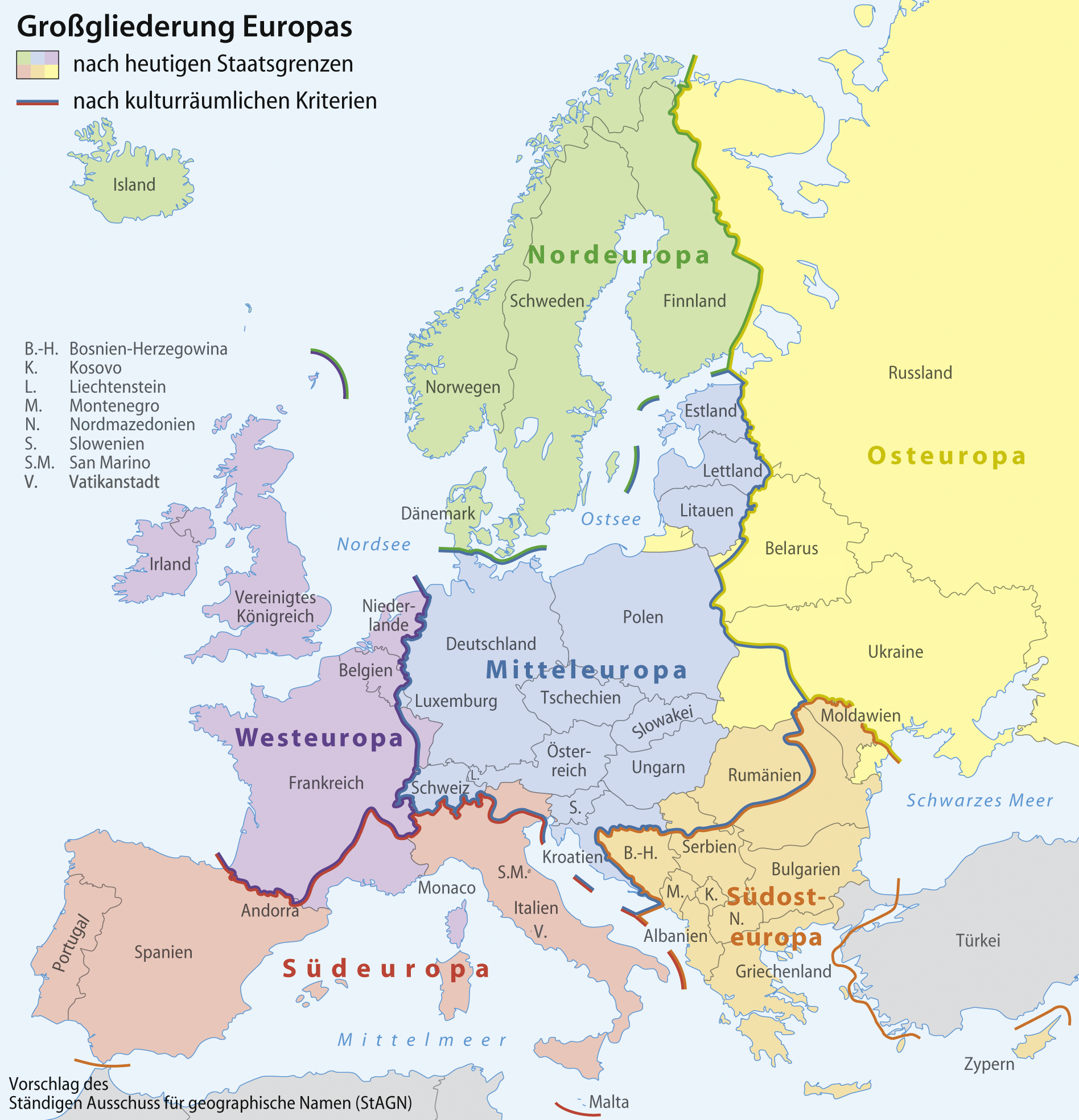
Grupos regionais da Europa

De acordo com os pontos de vista espacial e econômico, pode-se dividir a Europa em quatro regiões: Europa Ocidental, Europa Setentrional, Europa Centro-Oriental e Europa Meridional. Sendo:
- Europa Ocidental: região que abrange alguns dos chamados países atlânticos, ou seja, banhados pelo oceano Atlântico (Reino Unido, República da Irlanda e França); os que mantêm relação direta com o Atlântico através do mar do Norte: Países Baixos, Bélgica e Alemanha; e os países sem saída para o mar, mas que estão direta ou indiretamente vinculados ao Ocidente (Áustria, Suíça, Luxemburgo e Liechtenstein).
- Europa Setentrional: região que engloba a Noruega e a Suécia, localizadas na península Escandinava, além da Finlândia, Islândia e Dinamarca; abrange também a Estônia, Letônia e Lituânia, que a partir de 1990 se tornaram independentes da então União Soviética. A inclusão desses países na região justifica-se por motivos económicos e pela sua proximidade étnica e cultural com os finlandeses.
- Europa Centro-Oriental: É formada pelo conjunto dos antigos países socialistas do Leste - Polónia, República Checa, Eslováquia, Hungria, Romênia, Bulgária, Albânia, Sérvia, Montenegro, Kosovo, Eslovênia, Croácia, Bósnia e Herzegovina e Macedônia - e pelas repúblicas que constituíam a antiga União Soviética, em sua parte europeia: Bielorrússia, Ucrânia, Moldávia, Geórgia, Arménia, Azerbaijão e Rússia Europeia.
- Europa Meridional: região que, também chamada de mediterrânea, compreende os países situados no sul do continente, quase todos banhados pelo mar Mediterrâneo: Portugal, Espanha, Itália, Grécia e Turquia europeia, além de vários microestados - Vaticano, São Marinho, Mônaco, Malta e Andorra.

## Europa Ocidental

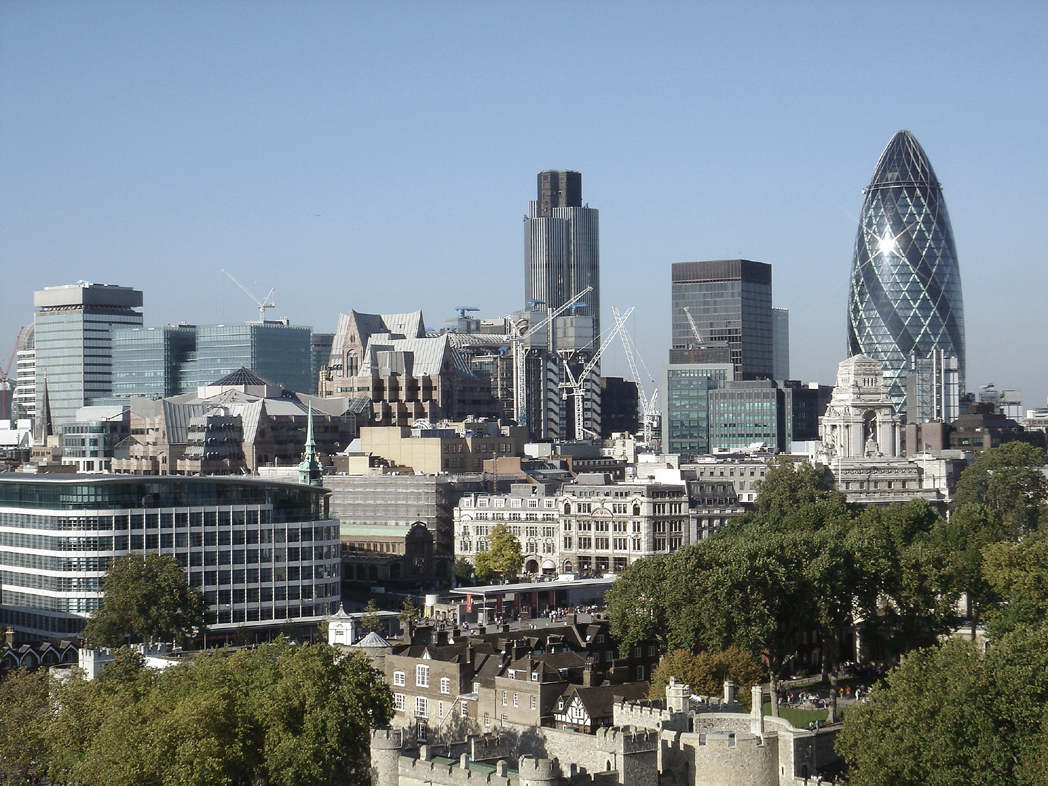
Londres é o maior centro financeiro da Europa e um dos três maiores do planeta, ao lado de Nova Iorque e Tóquio.

Os países da Europa Ocidental, de forma geral, são desenvolvidos e a maioria de sua população dispõe de alto PIB per capita e de boas condições de educação, moradia e saúde.
Apesar das diferenças entre as nações europeias ocidentais, as características econômicas comuns mais importantes são: alta mecanização e produtividade da agricultura, geralmente baseada no uso de métodos intensivos e de rotação de culturas, prática do extrativismo mineral em avançadas técnicas, garantindo proteção aos recursos naturais; e industrialização suficiente palação ao território, a maior proporção de solos cultivados. A variedade de climas e de tipos de solo, aliada à tecnologia desenvolvida, permite grande produção de milho e de trigo, em áreas de estepes e pradarias; de cevada, centeio e batata, nas áreas anteriormente ocupadas pelas florestas temperadas; e de frutas cítricas, uvas e oliveiras, nas áreas de clima mediterrânico.
Além disso, o continente, de maneira geral, desenvolve avançada pecuária, praticada com métodos intensivos e seleção e aprimoramento racial dos rebanhos. A Suíça, os Países Baixos e a Dinamarca se destacam pela pecuária bovina, voltada para a produção de leite, mas o gado ovino é também significativo.
Embora o subsolo europeu não possua recursos minerais em quantidade comparável à de outras regiões da Terra, as jazidas nele encontradas e exploradas foram suficientes para promover o primeiro surto de industrialização ocorrido em nosso planeta, no Reino Unido (século XVIII).
Com grandes reservas de ferro no Reino Unido, Suécia, Espanha e França, a Europa Ocidental conta ainda com volumosa produção de carvão na Alemanha, Reino Unido, Bélgica, Luxemburgo e França e, em menor escala, de petróleo bruto e gás natural na Alemanha, Reino Unido, Países Baixos, Noruega, Itália e França.
A presença de energia relativamente abundante, associada à mão-de-obra altamente qualificada, possibilitou um grande desenvolvimento de indústrias modernas na Europa. Graças ao desenvolvimento desse setor, houve o predomínio da população urbana sobre a rural e o consequente surgimento de grandes cidades, comércio ativo e complexas redes de circulação.

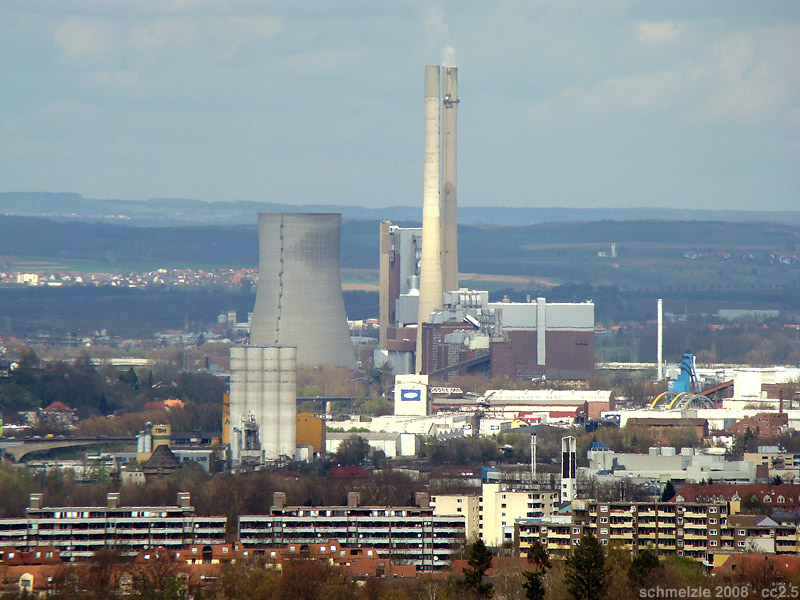
A região às margens do rio Reno, que atravessa a Alemanha, é uma das mais industrializadas da Europa.

A beleza das paisagens naturais, a imponência e importância histórica das cidades, os inúmeros museus e a grande efervescência cultural constituem fortes atrativos para os habitantes das demais partes do globo, fazendo do turismo outra fonte de recursos para os países europeus ocidentais. Esse setor dispõe de uma sólida infraestrutura, envolvendo transportes, hotelaria, restaurantes, roteiros de viagem, etc.
A diversidade das paisagens europeias e também seus aspectos históricos atraem grande número de turistas do mundo inteiro. Nas fotos, o museu do Louvre, em Paris (França), e a Acrópole, em Atenas (Grécia).
Os países da Europa Ocidental podem ser agrupados em três regiões econômicas: a Europa Centro-Ocidental, a Europa Meridional e os Países Nórdicos.

### Europa Centro-Ocidental
A Europa Centro-Ocidental, à exceção da Irlanda, é bastante industrializada, conta com uma rede de serviços muito desenvolvida e é, em geral, densamente povoada e urbanizada.
Um dos países mais importantes dessa região é o Reino Unido da Grã-Bretanha e Irlanda do Norte, localizado nas ilhas Britânicas e formado por Inglaterra, Escócia, País de Gales e Irlanda do Norte. Apesar de sua área relativamente reduzida, se comparada à de outras grandes potências, esse país foi durante séculos o mais rico e poderoso império colonial da Terra e ainda hoje ocupa posição de destaque no cenário mundial.
Graças à grande riqueza acumulada e a seus recursos minerais, principalmente ferro e carvão mineral, no século XVIII esse país foi palco da Revolução Industrial. Desenvolveram-se primeiramente manufaturas têxteis e mais tarde siderúrgicas.
Devido a diversos fatores - de origem política e econômica - o Reino Unido tornou-se o berço da Revolução Industrial do século XVIII. Foram as indústrias têxteis as primeiras a transformarem a paisagem urbana britânica.

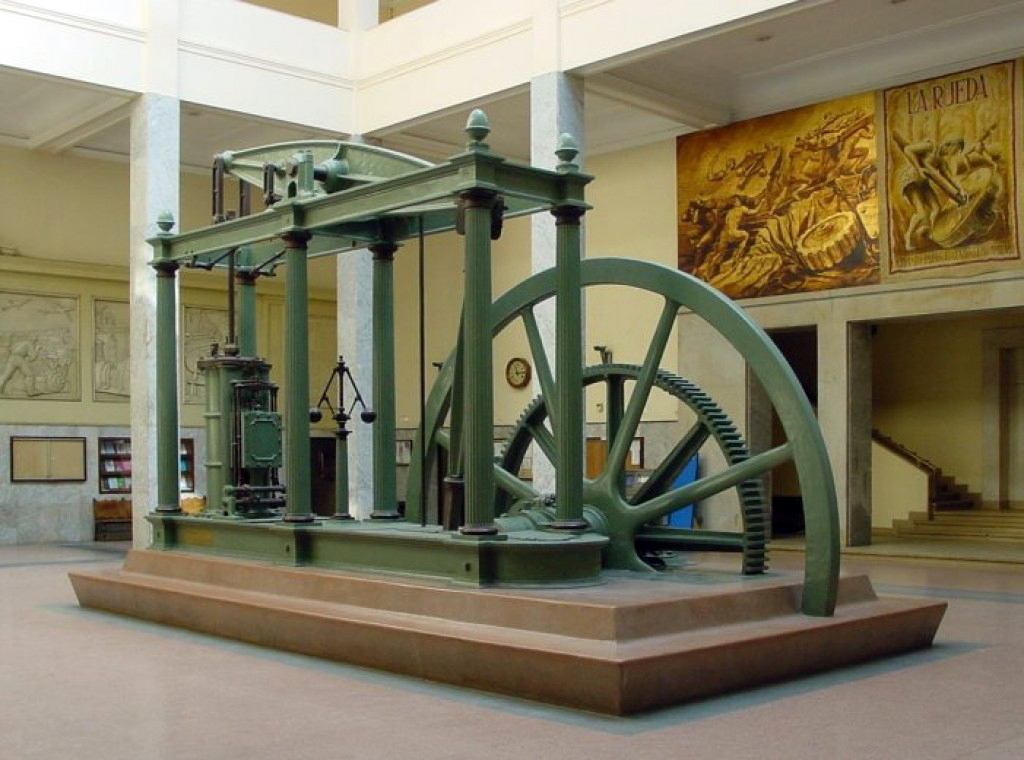
Devido a diversos fatores - de origem política e econômica - O Reino Unido tornou-se o berço da Revolução Industrial do século XVIII. Foram as indústrias têxteis as primeiras a transformarem a paisagem urbana britânica. Na foto, um motor a vapor.

Nos últimos anos, a indústria britânica, apesar de bastante diversificada e desenvolvida, tem sido abalada pela concorrência de outras potências, como a Alemanha, o Japão e os Estados Unidos.
Graças à industrialização, o Reino Unido é um dos países mais urbanizados do globo - mais de 90% de população urbana. Os centros industriais e urbanos mais importantes, comandados pela Grande Londres, são Birmingham, Glasgow, Liverpool, Manchester, Leeds, Edimburgo e Belfast.
A Irlanda, hoje completamente independente, fez parte do Reino Unido até 1937. Sua economia baseia-se na agropecuária, ainda pouco mecanizada, e sua indústria é também pouco desenvolvida.
Ainda que menos extensa do que Minas Gerais, a França é o maior país da Europa Ocidental e apresenta uma das mais altas populações absolutas do continente. Conta ainda com a grande vantagem de possuir costas no oceano Atlântico e no mar Mediterrâneo.
Seu quadro natural colocou-a numa situação privilegiada para o desenvolvimento das atividades econômicas: o litoral bastante extenso sempre favoreceu a navegação, a pesca e o comércio e a grande variedade de solos e climas permitiu-lhe alcançar posição de potência agrícola. Finalmente, suas grandes jazidas de ferro foram decisivas para que a França se configurasse também como extraordinária potência industrial. Suas áreas industriais mais importantes estão situadas nas regiões da Alsácia-Lorena e Normandia e nos vales dos rios Ródano e Loire.
Na Europa, a França se destaca como principal produtora de gêneros agrícolas, sobretudo frutas, legumes e vinhas, em grande parte utilizadas na indústria vinícola.

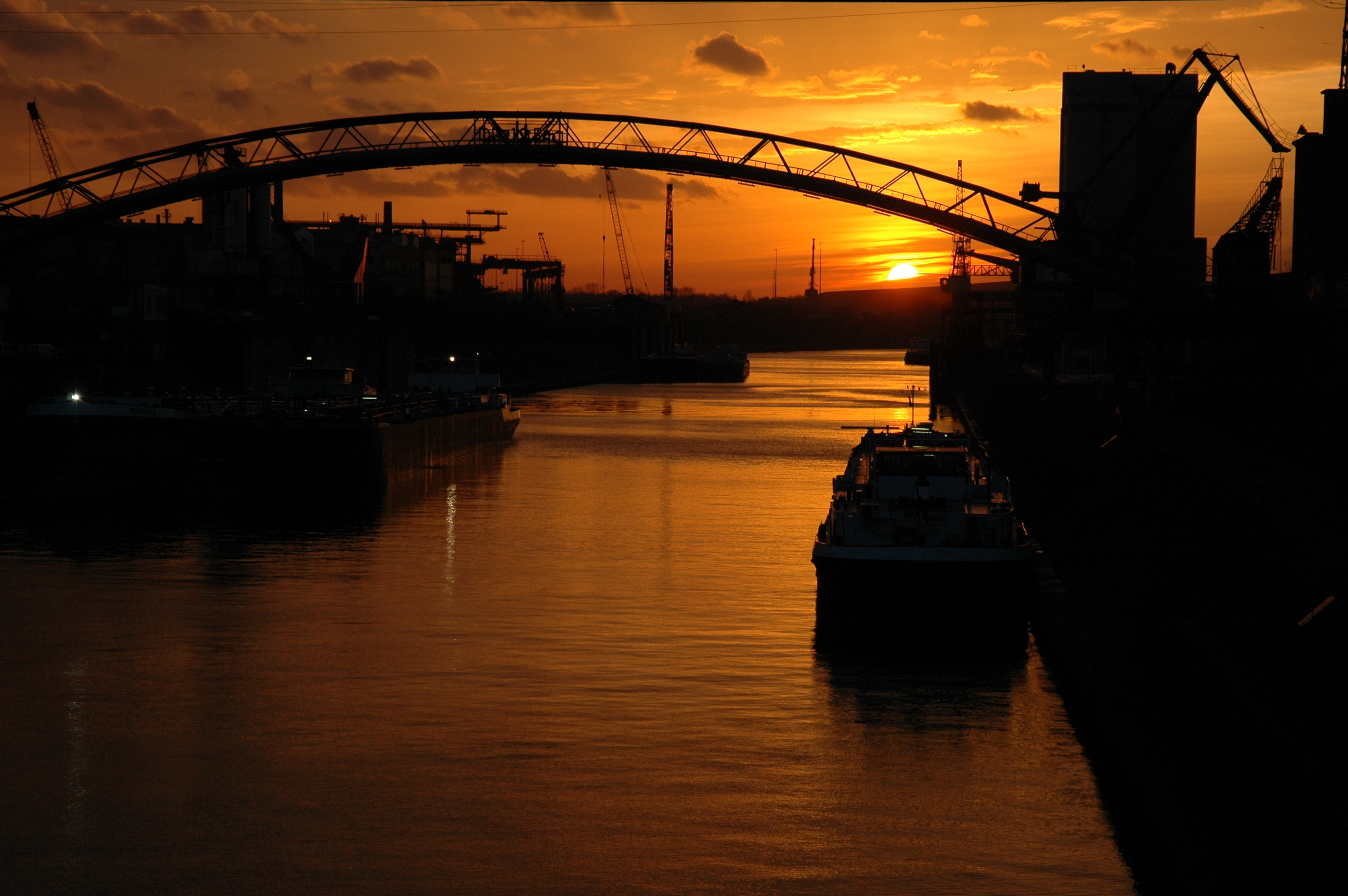
Apesar de ser destruída durante a Segunda Guerra Mundial, a Alemanha é atualmente a nação mais industrializada da Europa. Na foto, o porto de Duisburg, centro industrial às margens do rio Reno.

A Alemanha é a primeira potência industrial da Europa Ocidental e também uma das primeiras potências comerciais do mundo, dada a grandeza de seu volume de exportações. Os ramos industriais mais desenvolvidos são o de bens de produção (máquinas e utensílios industriais) e as indústrias mecânica, automobilística (Volkswagen, Mercedes-Benz, BMW, Porsche) e química (Hoechst, Basf, Bayer e outras).
Menos de 8% da população economicamente ativa alemã dedica-se à agricultura, mas a elevada tecnologia aí empregada faz do país um dos maiores produtores europeus de centeio, trigo, aveia, beterraba, cevada e batata.
Bélgica, Países Baixos e Luxemburgo, uniram-se, em regime de cooperação econômica, uma entidade chamada Benelux. Possuem uma área territorial bastante reduzida, mas são densamente povoados (cerca de 342 habitantes por quilômetro quadrado). Apresentam um parque industrial altamente desenvolvido, além de contarem com importante setor agrícola e de explorarem intensamente os recursos do mar.

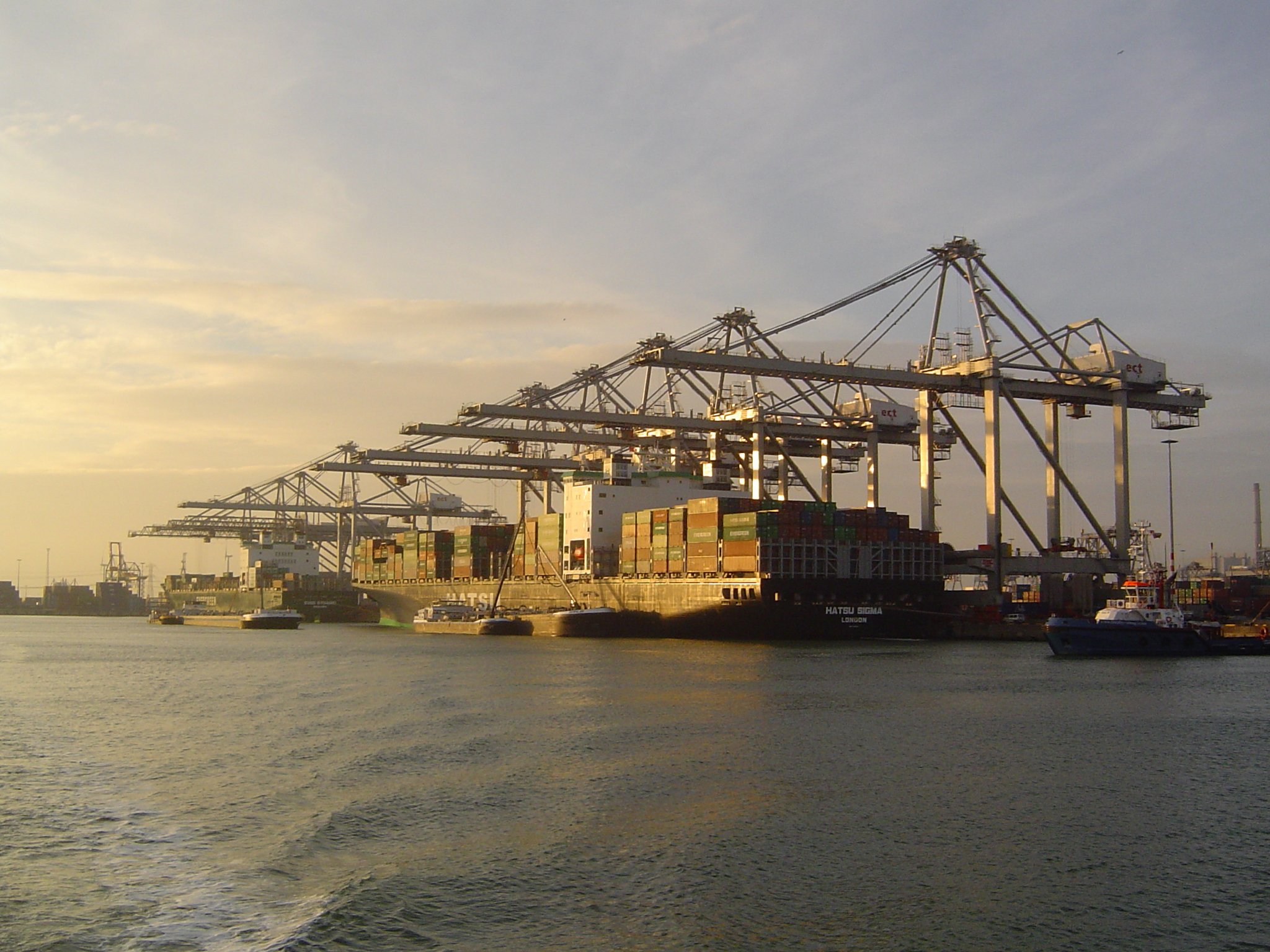
O porto de Roterdã, nos Países Baixos, um dos mais movimentados do globo.

A região conta, ainda, com importantes terminais marítimos, como o de Amsterdã, Antuérpia e, especialmente Roterdã, o porto mais movimentado do mundo. Graças às ligações fluviais com importantes rios, como o Reno e o Mosa, esse porto escoa produtos da Europa Central, como carvão e itens industrializados, além de receber importações, com destaque para o petróleo.
As línguas oficiais da Bélgica são o flamengo (dialeto do holandês) e o francês. Do PIB do país, 24,2% são provenientes da atividade industrial e apenas 1% da agricultura. Nos Países Baixos fala-se holandês. De seu PIB, 24,4% vêm da indústria e 2% da agricultura. Apesar de o francês e o alemão serem as línguas oficiais de Luxemburgo, a língua cotidiana é o luxemburguês. Do PIB luxemburguês, 13% vêm da indústria e 1% da agricultura.
Na região alpina, no centro-sul da Europa, encontram-se a Suíça e a Áustria, que apresentam um alto nível de desenvolvimento, garantindo estabilidade social para seus cidadãos.
A pecuária leiteira da Suíça, por exemplo, dá sustentação à produção de laticínios e chocolates, fabricados com cacau importado, de fama mundial. Igualmente renomados são os aparelhos de precisão, como os relógios e máquinas em geral produzidos no país. Devido à sua estabilidade social e neutralidade política, o país tem atraído capitais do mundo inteiro, tornando-se um centro financeiro internacional.
Na Áustria, merecem destaque os cultivos de cereais, batatas, beterrabas (para a produção de açúcar) e vinhas; são também significativos seus rebanhos bovino e suíno. As reservas minerais do país auxiliaram a implantação de indústrias, destacando-se as siderúrgicas e as áreas de produção de máquinas, tecidos e alimentos em conserva.
A paisagem alpina é forte atrativo para o turismo, que constitui importante fonte de renda para esses países.

### Europa Meridional
Existe uma grande diferença econômica e, consequentemente, social entre os países da Europa Meridional - Espanha, Portugal, Itália, Grécia e a parte europeia da Turquia - e o restante do continente. Nesses países, a agricultura é ainda uma atividade econômica de peso, inclusive no setor exportador. Apesar das dificuldades naturais apresentadas pelo solo, especialmente na Grécia e na Turquia, cultivam-se vinhas, oliveiras e trigo; o azeite e o vinho que produzem são conhecidas em todo o mundo. Espanha e Itália ainda produzem frutas cítricas.
A industrialização desenvolveu-se tardiamente na Península Ibérica e na Grécia, mas já são significativas as indústrias químicas, têxteis, alimentícias e siderúrgicas nessas regiões; também a produção autombilística espanhola já tem projeção em toda a Europa.
O turismo, que tem se expandido bastante, representa outra grande fonte de recursos para esses países.
O nível de desenvolvimento nesses países é menos expressivo que o de outras partes da Europa e as condições de vida são materialmente mais simples quando comparadas à dos demais países ocidentais do continente.

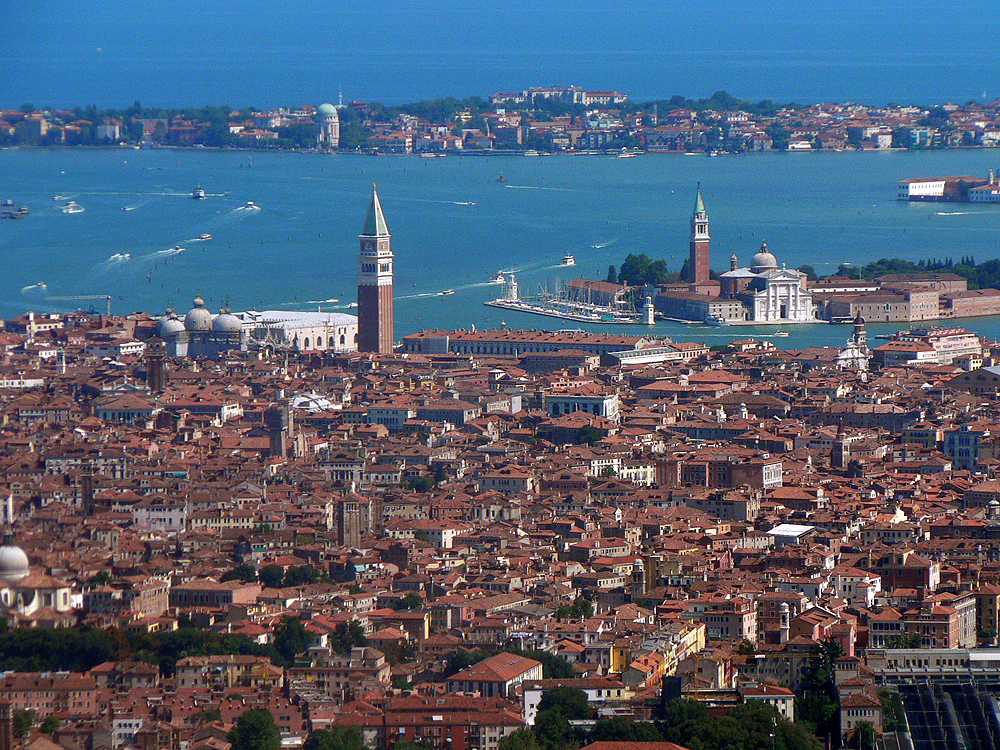
Os preços mais baixos tornam os países da Europa Meridional uma boa alternativa para o turista que vai à Europa. Na foto, vista de Veneza (Itália), um dos patrimônios históricos e arquitetônicos do mundo.

A Itália, particularmente, é um país de agudos contrastes econômicos; no norte, prosperidade material e industrial; no sul, baixo padrão de vida e grande atraso social. É, entretanto, uma grande potência industrial, cujos maiores centros são Milão, Turim, Gênova e Trieste.
São famosas as marcas de automóveis de procedência italiana, como Fiat, Ferrari, Maserati. Destaca-se ainda a produção têxtil, alimentícia, mecânica e naval.

### Países Nórdicos
Os países nórdicos - Dinamarca, Noruega, Suécia, Finlândia e Islândia - são dominados por um clima bastante frio e apresentam muitas características comuns, como a estabilidade política e o bem-estar social. A população desses países é predominantemente urbana e detém alto PIB per capita. Garantindo um dos mais elevados padrões de vida do globo para seus habitantes, esses países mantêm boas condições de educação, saúde e estabilidade profissional, além de um sistema de previdência altamente desenvolvido.
A atividade industrial é de alto nível e supre tanto as necessidades do mercado interno quanto à procura externa, sustentando as importações de manufaturados, que contrabalançam as importações de alimentos.

## Central e Leste Europeu

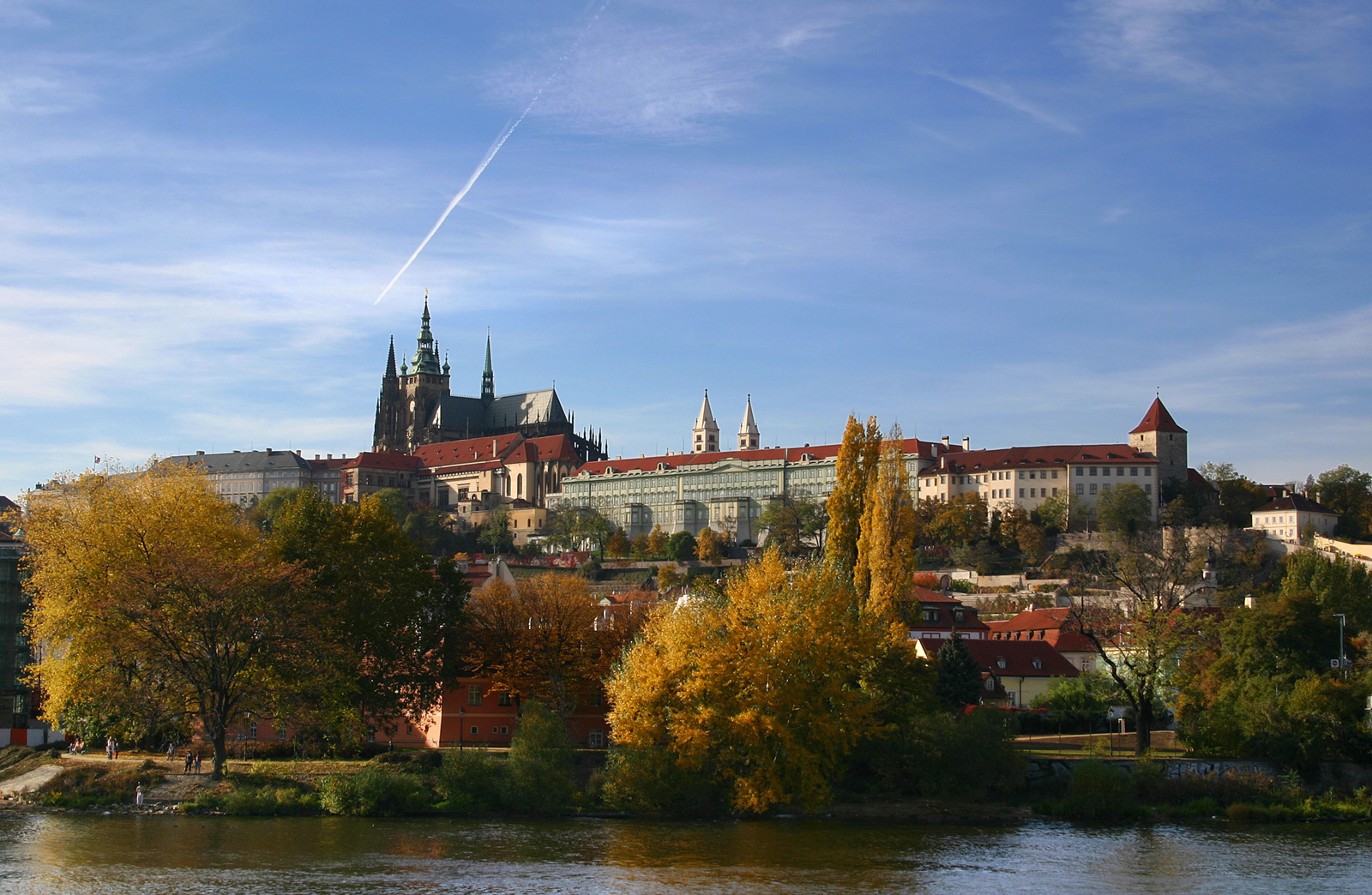
Castelo de Praga acima do rio Vltava, em Praga na República Tcheca. Nos últimos anos a cidade se tornou um importante pólo turístico.

A antiga Tchecoslováquia, desde meados de 1992, decidiu-se pela separação em duas repúblicas, a República Tcheca e a Eslováquia. As capitais são, respectivamente, Praga e Bratislava.
Carente de várias matérias-primas, a Tchecoslováquia, entretanto, se destacava principalmente pelo perfil industrializado de sua economia. O lado tcheco, formado pela Boêmia e pela Morávia, possui maior área e população e é também mais rico e industrializado. Destacam-se as indústrias siderúrgica, de cristais, de produtos de couro, de cerveja e de tecidos. A Eslováquia, por sua vez, caracteriza-se pela produção agrícola, com para os cereais, trigo, cevada e milho.
Na República Tcheca, destacam-se como centros industriais a capital, Praga e Brno; e na Eslováquia, a capital Bratislava.

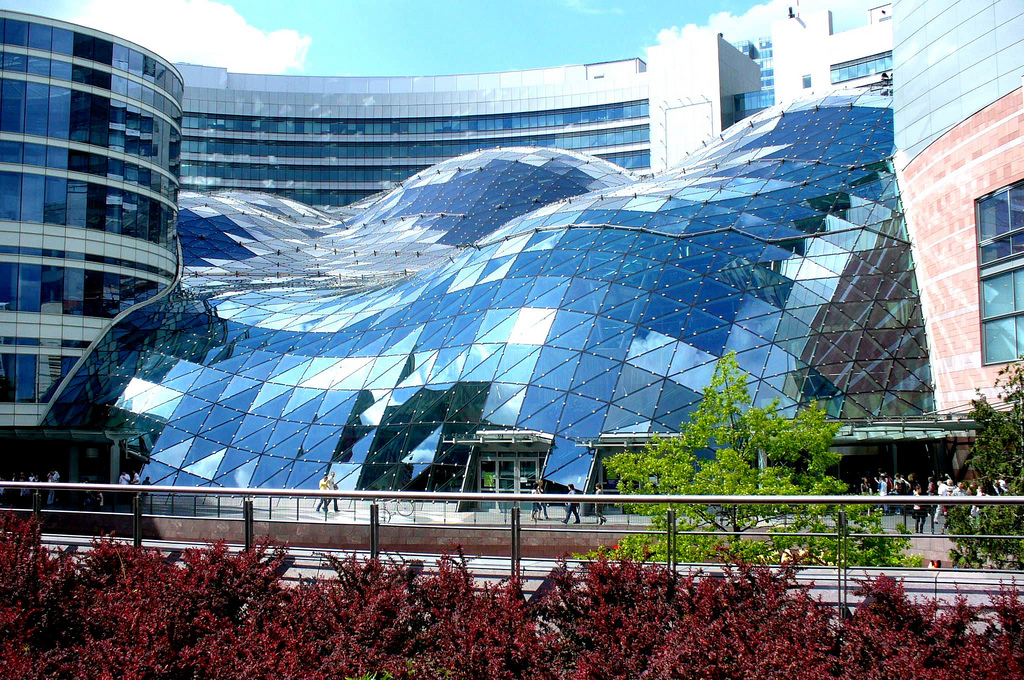
Złote Tarasy, o maior shopping de Varsóvia, a capital do país.

A Polônia possui considerável produção agrícola, mas a abundância de recursos minerais impulsionou sua industrialização.
A Silésia no sudoeste do país, e os arredores da cidade  Cracóvia são as áreas onde se concentram as reservas carboníferas, sendo também a região mais industrializada do país. Nesses locais instalou-se a maior parte das usinas siderúrgicas e produtoras de eletricidade, que absorvem grande parcela da produção nacional de carvão mineral, além do setor químico, que também se alimenta de grandes reservas de enxofre e de sal.
Merecem ser citadas ainda as indústrias mecânicas de construção naval, de máquinas agrícolas, de veículos, etc. Também a indústria têxtil deve ser destacada, pois se acha fortemente instalada em todo o país, sendo Lodz - segunda cidade da Polônia - seu principal centro produtor.

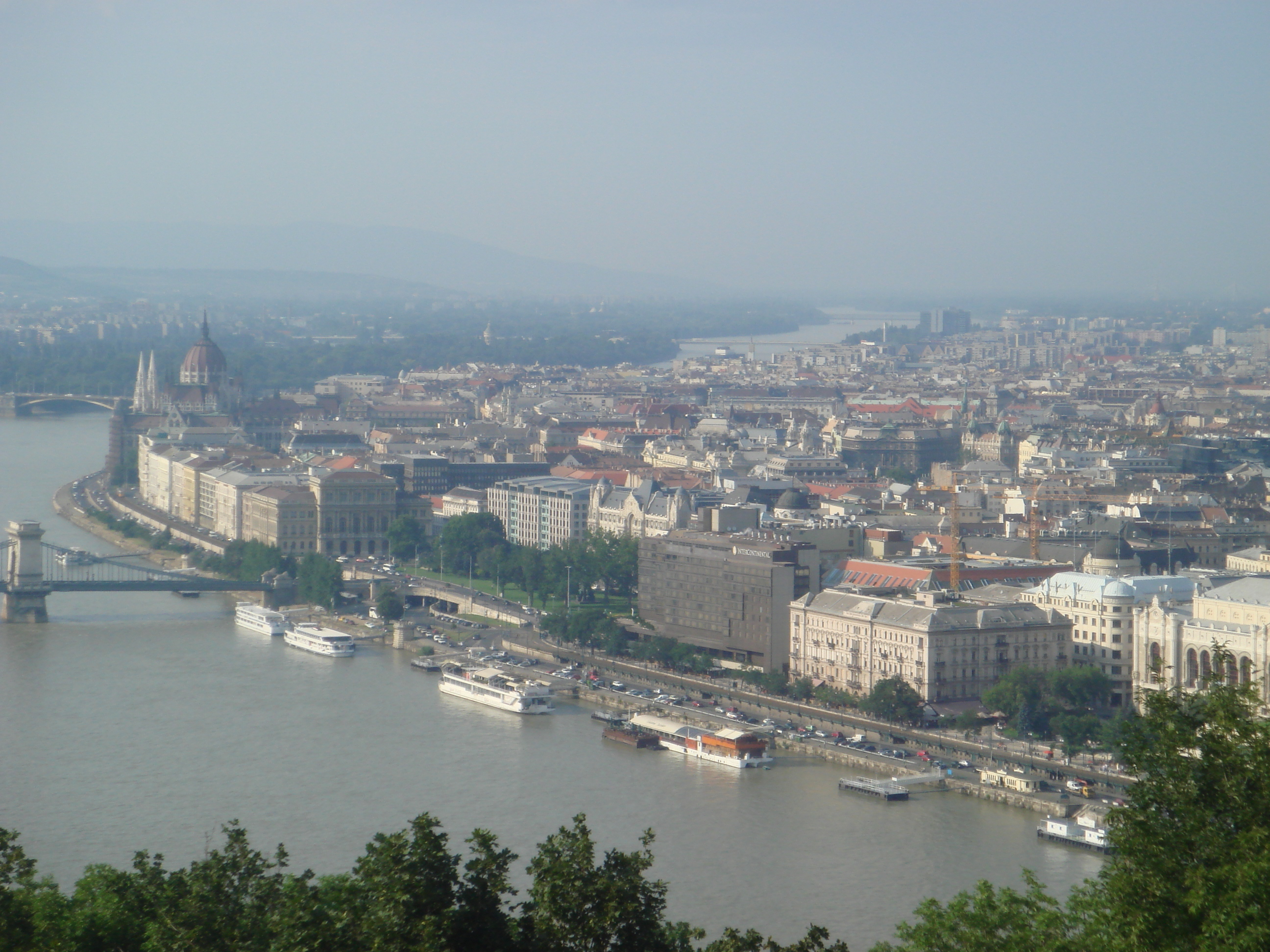
Os solos férteis asseguram à Hungria uma grande produção agrícola. Budapeste (foto) e arredores, por sua vez, concentram a maior parte das indústrias, sendo também a região mais industrializada do país.

O território da Hungria, caracteriza-se por uma vasta planície fluvial - a planície húngara. A cultura intensiva praticada em terras férteis faz da Hungria uma importante nação agrícola. As áreas de planícies cobertas de pastagens naturais garantem ainda a criação de bovinos, suínos e ovinos.
As riquezas minerais do país servem de apoio à industrialização. O carvão mineral é produto essencial à produção de energia, e a bauxite e o minério de ferro são a base das indústrias metalúrgicas e garantem a produção de máquinas agrícolas, uma das especialidades da Hungria.
Mesmo sob o domínio soviético, a economia húngara se destacava pelo dinamismo e busca de soluções novas. Com a democratização, sofre o mesmo processo de adaptação à economia de mercado que os demais países do Leste Europeu.
Existe um ligeiro predomínio de população urbana na Hungria (pouco menos que 60% do total). O centro urbano mais importante do país é Budapeste, a capital.

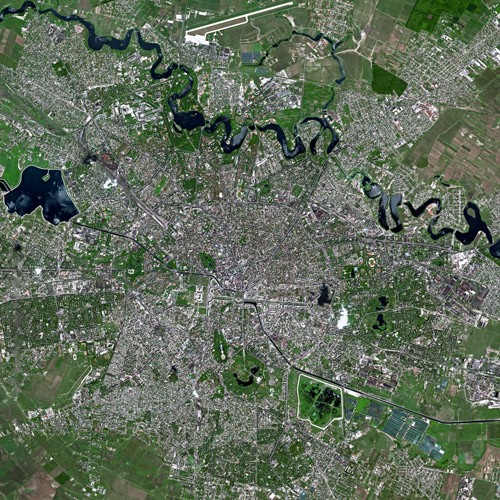
A cidade de Bucareste tal como vista do espaço pelo satélite SPOT.

A Romênia, é banhada ao sul, na fronteira com a Bulgária, pelo rio Danúbio, que em seguida desvia-se para o norte, desaguando no mar Negro, junto à fronteira ucraniana. Assim, suas áreas agropastoris acompanham o rio nas planícies do sul e do leste do país, as quais se apresentam cobertas por formações vegetais naturais, propícias à agricultura e à criação de bovinos e ovinos.
Suas reservas de minérios, aliadas à produção de energia, contribuíram para a sustentação de seu processo industrial. Destacam-se a siderurgia e a fabricação de máquinas, produtos químicos e tecidos, além de uma forte indústria petroquímica baseada na produção de petróleo e gás natural.
Bucareste, com cerca de dois milhões de habitantes, é a capital principal cidade romena.
Na Bulgária, a atividade industrial representa 32% do Produto Interno Bruto e justifica o fato de 70% da população búlgara encontrar-se em áreas urbanas. O setor industrial mais forte é o mecânico, voltado principalmente para atender às necessidades da modernização agrícola. São importantes também as indústrias química, metalúrgica e têxtil, localizada principalmente em Sófia, a capital. A Bulgária exporta produtos agrícolas, sobretudo cereais.
O sistema político da Albânia caracterizou-se, durante décadas, como o mais fechado do mundo. Somente a partir dos movimentos de liberalização econômica e política que atingiram o Leste Europeu no final da década de 1980 é que teve início o intercâmbio econômico entre essa nação e o restante do globo. Em 1990, o governo albanês permitiu a entrada de empresas estrangeiras no país, ao mesmo tempo chegaram as primeiras notícias de movimentos por maior liberdade política na Albânia.
A Albânia sempre foi o país menos desenvolvido do Leste Europeu e, atualmente, enfrenta enormes dificuldades de sobrevivência, com a economia inteiramente desestruturada. Banhada pelo Adriático, sua agricultura é tipicamente mediterrânea, destacando-se o cultivo de trigo, oliveiras, algodão, tabaco e beterraba.
Suas indústrias de maior destaque foram a mecânica e a têxtil. Atualmente, o país depende de ajuda financeira internacional.
Desde o começo do século, a antiga Iugoslávia era formada por seis repúblicas e duas províncias autônomas, caracterizadas por grande mistura de povos, línguas e religiões.
O processo de desmembramento, ocorrido a partir de 1990 foi o mais radical e sangrento do Leste Europeu e ocasionou um grave conflito - no qual milhares de pessoas já morreram -, que ainda parece de difícil solução.
Croácia, Eslovênia, Macedônia e Bósnia e Herzegovina declararam-se independentes no decorrer de 1991, obtiveram  reconhecimento internacional e foram admitidas na ONU. As restantes repúblicas - Sérvia e Montenegro -, que não desejavam o desmembramento, e as províncias de Voivodina e Kosovo proclamaram-se a nova Iugoslávia, em abril de 1992. Em 3 de junho de 2006, Montenegro declarou sua independência à Sérvia, e no dia 5 de junho, a Sérvia declarou independência, pondo fim ao ex-Estado europeu da Sérvia e Montenegro. Em 17 de fevereiro de 2008, Rússia, República Popular da China e Sérvia se opõem ao reconhecimento internacional da independência do Estado do Kosovo, que seria declarada nesta data.